# SN 1975A
SN 1975A é uma supernova localizada em NGC 2207/IC 2163.